# Američka priča (televizijska serija)
Američka priča (eng. All American) je američka dramska serija, koju je stvorila April Blair i koja se prikazuje na kanalu The CW od 10. listopada 2018. Serija je inspirirana životom bivšeg igrača američkog nogometa, Spencera Paysingera. U Hrvatskoj serija se premijerno prikazuje na kanalu HBO 3 od 28. studenoga 2018. i na streaming platformi HBO Max.
Na kanalu The CW od 10. listopada 2022. prikazuje se spin-off serija: Američka priča: Dolazak kući
U siječnju 2023. serija je obnovljena za šestu sezonu, koja počinje 1. travnja 2024. godine.

## Sinopsis
Kada se srednjoškolski nogometaš južnog Los Angelesa regrutira da igra na Beverly Hills Highu, pobjede, gubitci i borbe dviju obitelji iz vrlo različitih svjetova počinju se sudarati.

## Pregled serije
Serija se u Hrvatskoj premijerno prikazuje na kanalu HBO 3 od 28. studenoga 2018. i na streaming platformi HBO Max.
| Sezone | Sezone | Epizode | SAD prikazivanje    | SAD prikazivanje  | Hrvatsko prikazivanje | Hrvatsko prikazivanje |
| Sezone | Sezone | Epizode | Premijera           | Finale            | Premijera             | Finale                |
| ------ | ------ | ------- | ------------------- | ----------------- | --------------------- | --------------------- |
|        | 1      | 16      | 10. listopada 2018. | 20. ožujka 2019.  | 28. studenoga 2018.   | 17. travnja 2019.     |
|        | 2      | 16      | 7. listopada 2019.  | 9. ožujka 2020.   | 8. siječnja 2020.     | 22. travnja 2020.     |
|        | 3      | 19      | 18. siječnja 2021.  | 19. srpnja 2021.  | 22. svibnja 2021.     | 1. listopada 2021.    |
|        | 4      | 20      | 25. listopada 2021. | 23. svibnja 2022. | 23. veljače 2022.     | 10. kolovoza 2022.    |
|        | 5      | 20      | 10. listopada 2022. | 15. svibnja 2023. | 19. ožujka 2023.      | 30. srpnja 2023.      |
|        | 6      | 15      | 1. travnja 2024.    | 15. srpnja 2024.  |                       |                       |

## Glumačka postava
| Lik                 | Glumac                | Sezona   | Sezona   | Sezona   | Sezona | Sezona | Sezona |
| Lik                 | Glumac                | 1        | 2        | 3        | 4      | 5      | 6      |
| ------------------- | --------------------- | -------- | -------- | -------- | ------ | ------ | ------ |
| Spencer James       | Daniel Ezra           | Glavna   | Glavna   | Glavna   | Glavna | Glavna | Glavna |
| Tamia "Coop" Cooper | Bre-Z                 | Glavna   | Glavna   | Glavna   | Glavna | Glavna | Glavna |
| Layla Keating       | Greta Onieogou        | Glavna   | Glavna   | Glavna   | Glavna | Glavna | Glavna |
| Olivia Baker        | Samantha Logan        | Glavna   | Glavna   | Glavna   | Glavna | Glavna | Glavna |
| Jordan Baker        | Michael Evans Behling | Glavna   | Glavna   | Glavna   | Glavna | Glavna | Glavna |
| Asher Adams         | Cody Christian        | Glavna   | Glavna   | Glavna   | Glavna | Glavna | Glavna |
| Grace James         | Karimah Westbrook     | Glavna   | Glavna   | Glavna   | Glavna | Glavna | Glavna |
| Laura Fine-Baker    | Monét Mazur           | Glavna   | Glavna   | Glavna   | Glavna | Glavna | Glavna |
| Billy Baker         | Taye Diggs            | Glavna   | Glavna   | Glavna   | Glavna | Glavna | Gost   |
| Dillon James        | Jalyn Hall            | Glavna   | Glavna   | Glavna   | Glavna | Glavna | Glavna |
| Patience Robinson   | Chelsea Tavares       | Sporedna | Sporedna | Glavna   | Glavna | Glavna | Glavna |
| JJ Parker           | Hunter Clowdus        | Sporedna | Sporedna | Sporedna | Glavna | Glavna |        |

## Produkcija
U rujnu 2017. objavljeno je da Greg Berlanti imao dva pilot projekta u razvoju The CW mreže, od kojih je jedan inspiriran životom bivšeg nogometaša Spencera Paysingera. Također je otkriveno da će April Blair pisati i izvršno producirati projekt bez naslova, a producirat će ga Berlanti i Sarah Schechter. Pilot za potencijalnu seriju, tada nazvanu Spencer, naručen je u siječnju 2018. godine. Dana 8. listopada The CW je naručio još 5 dodatnih skripti za seriju.

## Spinoff
Dana 18. prosinca 2020. objavljeno je da The CW u ranom razvoju pilot epizoda spin-off lika Simone Hicks. Peyton Alex Smith, Cory Hardrict, Kelly Jenrette, Sylverser Powell, Netta Walker i Camille Hyde su 29. ožujka 2021., dobili ulogu u pilotu. Pilot epizoda emitirana je 5. srpnja 2021. u sklopu treće sezone. Premijera serije zakazana je za 21. veljače 2022. Dana 16. prosinca 2021. objavljeno je da bi Mitchell Edwards koji glumi Cam Watkins u seriji trebao ponoviti svoju ulogu u spinoffu kao glavni glumac.

## Vanjske poveznice
- Službena stranica na cwtv.com (engl.)
- Američka priča u internetskoj bazi filmova IMDb-a